# Unité urbaine de Dolus-d'Oléron
L'unité urbaine de Dolus-d'Oléron est une unité urbaine française constituée par la commune de Dolus-d'Oléron, petite ville de l'île d'Oléron, située à l'ouest de la Charente-Maritime.

## Données générales
En 2020, l'INSEE a procédé à une redéfinition des zonages des unités urbaines de la France; celle de Dolus-d'Oléron, a été créée formant une "ville isolée" selon la nomenclature de l'Insee qui lui a donnée le code 17117. 
En 2021, avec 3 155 habitants, elle constitue la 27e unité urbaine de Charente-Maritime et appartient à la catégorie des unités urbaines de 2 000 à 4 999 habitants.
Sa densité de population qui s'élève à 109 hab/km² en 2021 en fait une unité urbaine densément peuplée en Charente-Maritime; étant légèrement supérieure à celle du département qui est de 96 hab/km² en 2021.

## Délimitation de l'unité urbaine de 2020
Unité urbaine de Dolus-d’Oléron dans la délimitation de 2020 et population municipale de 2021
| Commune urbaine | Superficie | Population | Densité de population | Statut       |
| --------------- | ---------- | ---------- | --------------------- | ------------ |
| Dolus-d'Oléron  | 29,02 km²  | 3 155 hab. | 109 hab/km²           | Ville isolée |

## Sources et références
1. ↑  Composition de l'unité urbaine de Dolus-d’Oléron en 2020 - Source : Insee